# Paralelo 23 S
O Paralelo 23 S é o paralelo no 23° grau a sul do plano equatorial terrestre.
Começando pelo Meridiano de Greenwich e tomando a direção leste, o paralelo 23° Sul passa por:
| País, território ou mar | Notas |
| ----------------------- | --- |
| Oceano Atlântico        | |
| Namíbia                 | |
| Botswana                | |
| África do Sul           | |
| Moçambique              | |
| Oceano Índico           | Canal de Moçambique |
| Madagáscar              | |
| Oceano Índico           | |
| Austrália               | Austrália Ocidental Território do Norte Queensland |
| Mar de Coral            | Passa a norte de Cato Reef, nas Ilhas do Mar de Coral, Austrália |
| Oceano Pacífico         | Passa a norte do atol Morane, Polinésia Francesa · Passa a norte da ilha Mangareva, Polinésia Francesa                                                                             |
| Chile                   | |
| Argentina               | |
| Paraguai                | |
| Brasil                  | Mato Grosso do Sul São Paulo (no Aeroporto de Viracopos, em Campinas) Minas Gerais Paraná Rio de Janeiro (em Angra dos Reis, Mangaratiba e a sul da capital, e em Arraial do Cabo) |
| Oceano Atlântico        | |